# Hlavová stanice

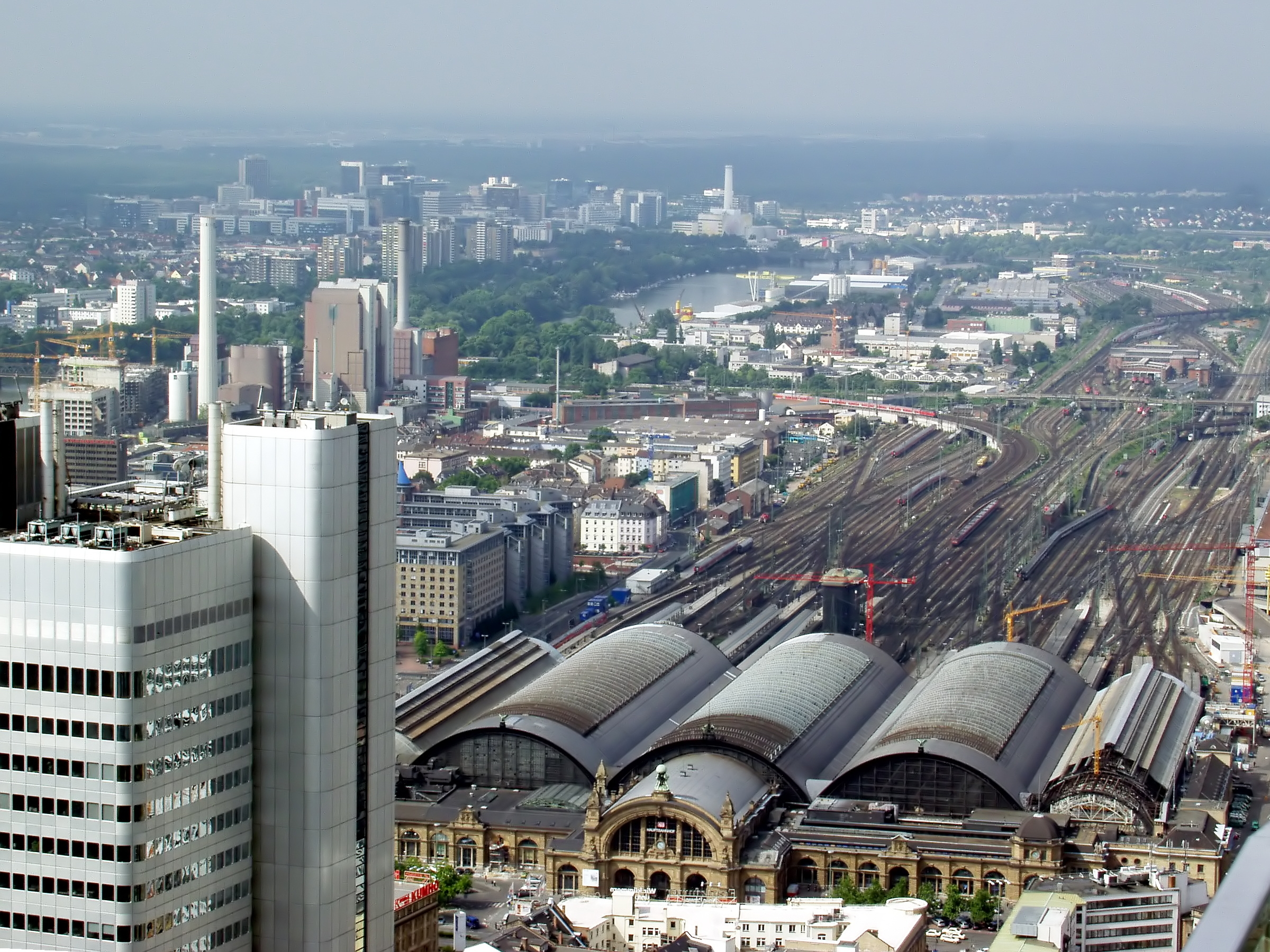
Hlavová stanice Frankfurt nad Mohanem

Hlavová stanice je železniční stanice, ze které mohou vlaky odjíždět pouze do jednoho směru, resp. přes stejné zhlaví, ze kterého přijely. Z tohoto hlediska rozlišujeme dále průjezdné stanice, kterými projíždějí vlaky oběma směry (na železniční síti nejrozšířenější), a dále smíšené stanice (část kolejiště je průjezdná, část kolejiště kusá).
Hlavová stanice je tvořena kusými (laicky slepými) kolejemi.
Pokud je do hlavové stanice zaústěno více tratí, pak představují úvrať.
V hantýrce se hlavová nádraží nazývají „šturcové“ nádraží.
Hlavové stanice jsou běžné ve velkých evropských městech. Jejich výhodou je komfort pro cestující, kteří se z uliční úrovně bez nutnosti podchodů či nadchodů dostanou až ke vlaku.
Pro organizaci dopravy v síti tvořené hlavovými nádražími je velmi výhodné použití tzv. vratných souprav tvořených lokomotivou, vozy a řídicím vozem, případně také obousměrných motorových nebo elektrických jednotek (oba typy samozřejmě usnadňují provoz i v síti tvořené průjezdnými nádražími), které umožňují měnit směr jízdy bez nutnosti přepojování lokomotivy z jednoho konce vlaku na druhý, což je operace vyžadující značný čas a další volnou kolej pro přejezd lokomotivy.

## Hlavové železniční stanice vEvropě

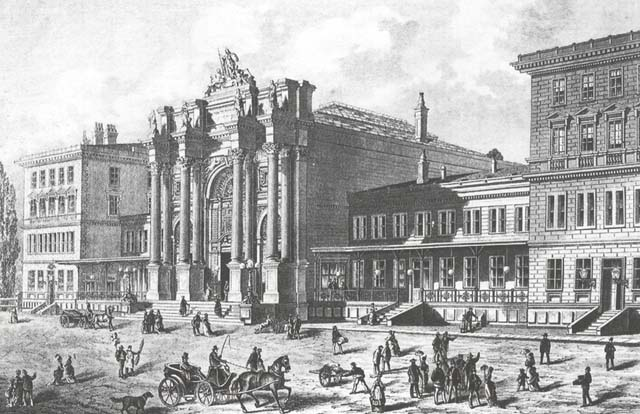
Hlavová stanice Praha Těšnov

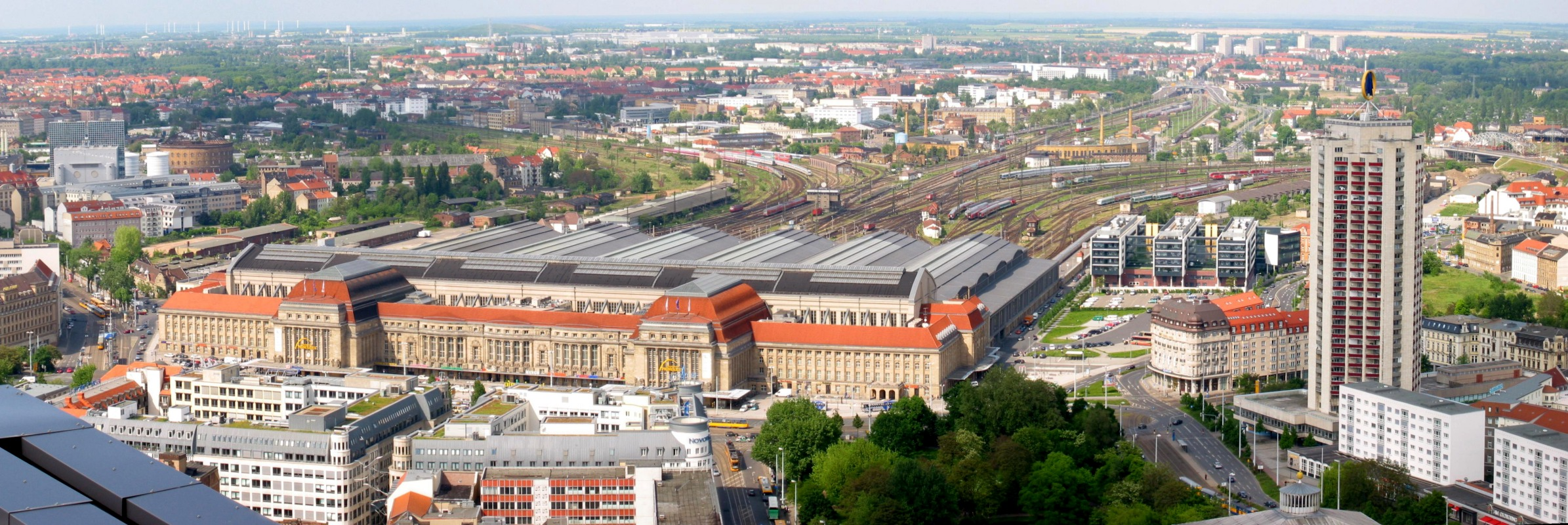
Hlavová stanice Lipsko

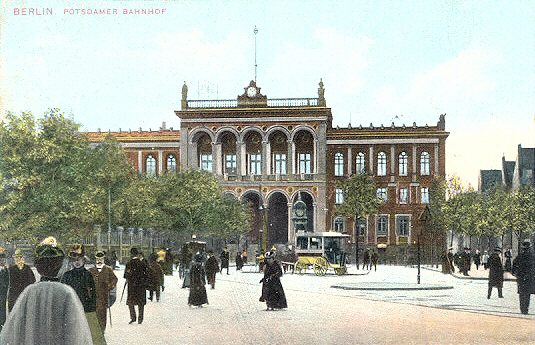
Hlavová stanice Berlín Postupimské nádraží

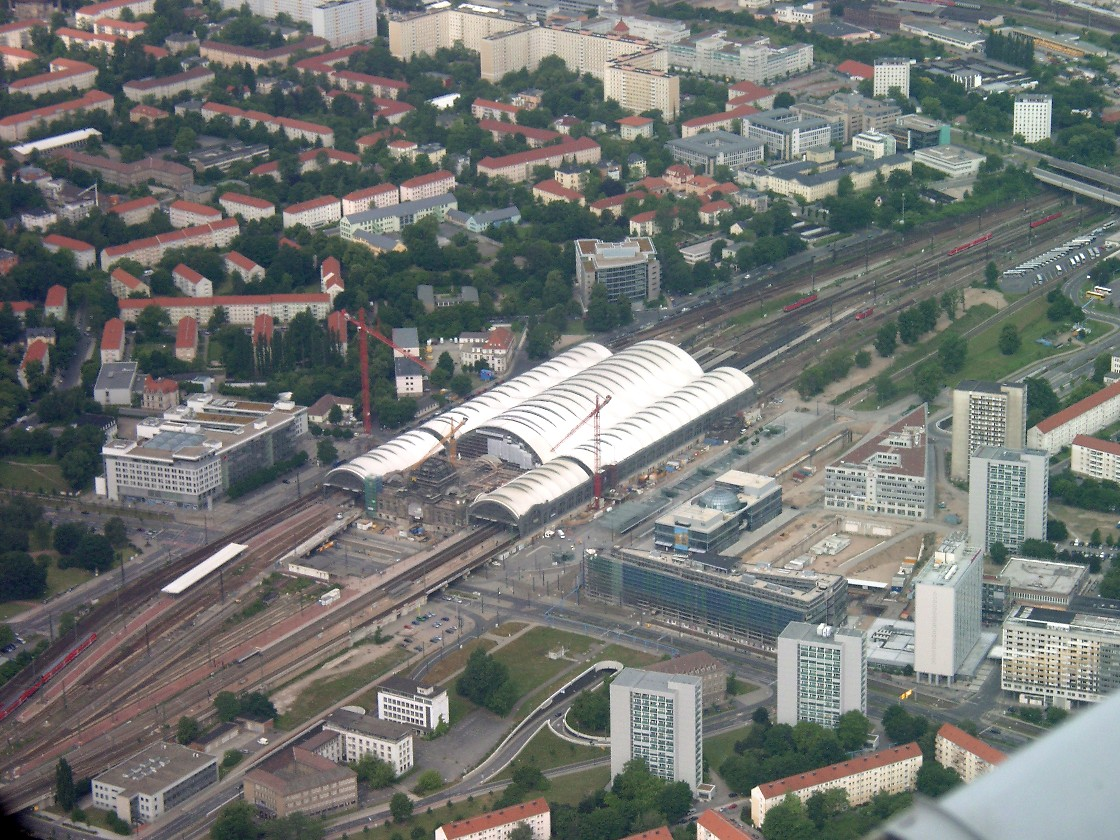
Smíšená stanice Drážďany

### Česko
- Praha Masarykovo nádraží
- Praha-Těšnov (zrušeno, koncové nádraží)
- Praha nákladové nádraží Žižkov (čeká na zrušení, koncové nádraží)
- Opava východ

### Francie
- Paris-Nord
- Paris-Est
- Paris-Gare-de-Lyon
- Paris-Austerlitz
- Paris-Montparnasse
- Paris-St-Lazare
- Lyon Gare de Saint-Paul
- Marseille St. Charles

### Itálie
- Firenze Santa Maria Novella
- Milano Centrale
- Venezia Santa Lucia
- Roma Termini

### Maďarsko
- Budapest-Keleti pályaudvar
- Budapest-Nyugati pályaudvar
- Budapest-Déli pályaudvar
- Budapest-Józsefvárosi pályaudvar

### Německo
- Hamburg Altona
- Leipzig Hauptbahnhof (původní nadzemní stanice; od roku 2013 má nádraží také podzemní průjezdní koleje)
- Stuttgart Hauptbahnhof
- Frankfurt (Main) Hauptbahnhof
- Kiel
- München Hauptbahnhof
- Lindau
- Warnemünde

### Nizozemsko
- Den Haag Centraal
- Den Helder
- Harlingen Haven
- Hoek van Holland Haven
- Kampen
- Rhenen
- Vlissingen
- Zandvoort aan Zee

### Norsko
- Bergen
- Bodø
- Kristiansand
- Stavanger

### Polsko
- Łódź Fabryczna
- Swinoujscie Dworzec
- Wieliczka Rynek
- Warszawa Wileńska

### Portugalsko
- Coimbra
- Figueira da Foz
- Lisabon Santa Apolónia
- Porto Säo Bento

- Sintra

### Rakousko
- Wien Südbahnhof (zrušeno)
- Wien Westbahnhof
- Wien Franz Joseph Bahnhof

### Rumunsko
- Bucureşti Gara de Nord

### Slovensko
- Bratislava filiálka
- Poprad-Tatry (pro TEŽ)
- Štrba (pro ozubnicovou železnici)
- Trenčianske Teplice

### Španělsko
- Barcelona França
- Donostiako Geltokia (San Sebastián)
- Estación de la Concordia de Bilbao
- Huelva
- Huesca
- Vigo

### Švédsko
- Malmö Centralstation

### Švýcarsko
- Luzern
- Zürich Hauptbahnhof

### Turecko
- Istanbul Haydarpaşa
- Istanbul Sirkeci

### Velká Británie

#### Anglie
- Brighton
- Hythe
- London Blackfriars
- London Charing Cross
- London Kings Cross
- London Marylebone
- London Paddington
- London St. Pancras
- London Victoria
- London Waterloo
- Penzance
- Seaford

#### Severní Irsko
- Portrush

#### Skotsko
- Fort William
- Kyle of Lochalsh
- Mallaig
- Thurso
- Wick

#### Wales
- Aberystwyth
- Llandudno
- Merthyr Tydfil
- Penarth
- Pwlheli
- Swansea

## Zrušené stanice
- Beograd hlavna
- Berlin Anhalter Bahnhof
- Berlin Potsdamer Bahnhof
- Berlin Lehrter Bahnhof
- Berlin Görlitzer Bahnhof
- Berlin Dresdener Bahnhof
- Berlin Schlesischer Bahnhof
- Berlin Wriezener Bahnhof
- Berlin Stettiner Bahnhof
- Berlin Hamburger Bahnhof
- Paris Gare d'Orsay
- Praha-Těšnov
- Wien Südbahnhof
- Nový Jičín horní nádraží

## Smíšené stanice
- Brno hlavní nádraží
- Olomouc hlavní nádraží
- Plzeň hlavní nádraží - dopravní koleje 1-5 a 10-12 jsou průjezdné, koleje 6-9 jsou kusé
- Dresden Hauptbahnhof
- New York Central Station – průjezdnost řešena obloukovým propojením za hlavou
- Zürich Hauptbahnhof – z hlediska dálkové dopravy se stane smíšeným po dokončení části stanice zvané Löwenstrasse, z hlediska S-bahn je smíšené již dnes
- Antwerpen Centraal